# 円光 (新羅)
円光（えんこう、ウォンカン、朝鮮語: 원광、566年 - 649年）は、6世紀末から7世紀前半にかけて活躍した朝鮮三国時代の新羅の僧。俗姓は朴氏。

## 人物
589年に中国南朝の陳に渡った後、陳を併合した隋に留学して成実や涅槃、儒教などの教義を学び、新羅への帰国後には大乗経典を講じて王や貴族からの崇敬を集めた。
花郎への指導のために円光が説いた『世俗五戒』は、新羅における護国仏教の代表的な教義とされる。その内容は、「法師曰仏戒(教)有菩薩戒其別有十。若等為二人臣子殉恐不能堪。今有世俗五戒。一曰事君以忠。二曰事親以孝。三曰交友以(有)信。四曰臨戦無退。五曰殺生有択。若等行之無忽」とあるように、君主への忠義、親に対する孝、交友に対する信といった儒教的徳目に加え、戦に臨むにあたって退かないこと、むやみに殺生をしないという仏教的徳目を説くというものであった。また原始的な相互扶助体制として、「占察寶」を創始し、仏教教団を創設して特定の公共事業を行う目的で一定の資産を形成した後、基金を貸し出して生じたりしを経費に充てた。これは後世に受け継がれ、金庾信の冥福を祈り功徳を記念する「功徳寶」、高麗時代には僧侶の学問振興のための「奨学寶」、経文を刊行するための「明経寶」、天変地異に苦しむ難民救恤のための「済危寶」があった。
新羅王に対し高句麗への出兵を隋に要請するよう建言する上奏文・〈乞師表〉には、強烈な国家意識がみられる。